# Si Grönberger
Signe (Si) Maria Grönberger, född 30 mars 1881 i Stockholm, död 1969, var en svensk målare och grafiker. 
Hon var dotter till kamreren Ludvig Grönberger och Anne Wiberg. Grönberger studerade vid Althins målarskola i Stockholm 1900-1901 och vid Konstakademien i Stockholm 1901-1908 samt under studieresor till Nederländerna, Belgien och Paris där hon fick möjlighet att studera för den spanske konstnären Claudio Castelucho. Hon medverkade sporadiskt i några utställningar på bland annat Strömsholmen i Eskilstuna 1919 och på Gummesons konsthall 1924 innan hon genomförde en större separatutställning i Södertälje 1947. Hon medverkade även i Föreningen Svenska Konstnärinnors utställning på Baltiska utställningen i Malmö 1914 och i en grupputställning med Anders Wissler och Ingeborg Åkerman på Konstnärshuset i Stockholm samt med Torgny Dufwa på Sörmlands kulturhistoriska museum i Södertälje. Hon var tillsammans med Gunnar Notini, Thure Wallner och Torgny Dufwa initiativtagare till bildandet av Södertälje konstförening och dessa fyra konstnärer ställde ut gemensamt i badortsvillan Kristiansborg på 1940-talet, en minnesutställning med deras konst visades på Gamla Rådhuset i Södertälje. Hennes konst består av religiösa kompositioner, interiörer och porträtt bland annat av ministerdottern Wang Tsang Pao och Robert Anberg. Grönberger är representerad vid Trelleborgs museum med fyra målningar och åtta träsnitt.